# Exomalopsis boharti
Exomalopsis boharti är en biart som beskrevs av Timberlake 1980. Exomalopsis boharti ingår i släktet Exomalopsis och familjen långtungebin. Inga underarter finns listade i Catalogue of Life.